# Tỉnh của Yemen
Yemen được chia thành 21 tỉnh (muhafazah) và một khu tự quản (amanah [أمانة]):
| Phân vùng                                                                | Tiếng Ả Rập                                                   | Thủ phủ                                                       | Diện tích (km²)                                               | Dân số (2013)                                                 | Số                                                            |
| Từng thuộc Bắc Yemen (Cộng hoà Ả Rập Yemen), cho đến năm 1990            | Từng thuộc Bắc Yemen (Cộng hoà Ả Rập Yemen), cho đến năm 1990 | Từng thuộc Bắc Yemen (Cộng hoà Ả Rập Yemen), cho đến năm 1990 | Từng thuộc Bắc Yemen (Cộng hoà Ả Rập Yemen), cho đến năm 1990 | Từng thuộc Bắc Yemen (Cộng hoà Ả Rập Yemen), cho đến năm 1990 | Từng thuộc Bắc Yemen (Cộng hoà Ả Rập Yemen), cho đến năm 1990 |
| ------------------------------------------------------------------------ | ------------------------------------------------------------- | ------------------------------------------------------------- | ------------------------------------------------------------- | ------------------------------------------------------------- | ------------------------------------------------------------- |
| 'Amran                                                                   | عمران                                                         | 'Amran                                                        | 9.587                                                         | 1.123.651                                                     | 2                                                             |
| Dhale                                                                    | الضالع                                                        | Dhale                                                         | 4.786                                                         | 602.613                                                       | 4                                                             |
| Al Bayda                                                                 | البيضاء                                                       | Al Bayda                                                      | 11.193                                                        | 835.683                                                       | 5                                                             |
| Al Hudaydah                                                              | الحديدة                                                       | Al Hudaydah                                                   | 17.509                                                        | 3.774.914                                                     | 6                                                             |
| Al Jawf                                                                  | الجوف                                                         | Al Hazm                                                       | 30.620                                                        | 663.147                                                       | 7                                                             |
| Al Mahwit                                                                | المحويت                                                       | Al Mahwit                                                     | 2.858                                                         | 732.360                                                       | 9                                                             |
| Amanat Al Asimah                                                         | أمانة العاصمة                                                 | Sana'a                                                        | 126                                                           | 1.174.767                                                     | 10                                                            |
| Dhamar                                                                   | ذمار                                                          | Dhamar                                                        | 10.495                                                        | 1.697.067                                                     | 11                                                            |
| Hajjah                                                                   | حجة                                                           | Hajjah                                                        | 10.141                                                        | 1.887.213                                                     | 13                                                            |
| Ibb                                                                      | إب                                                            | Ibb                                                           | 6.484                                                         | 3.911.070                                                     | 14                                                            |
| Ma'rib                                                                   | مأرب                                                          | Ma'rib                                                        | 20.023                                                        | 504.696                                                       | 16                                                            |
| Raymah                                                                   | ريمة                                                          | Raymah                                                        | 3.442                                                         | 502.505                                                       | 17                                                            |
| Sa'dah                                                                   | صعدة                                                          | Sa'dah                                                        | 15.022                                                        | 987.663                                                       | 18                                                            |
| Sana'a                                                                   | صنعاء                                                         | Sana'a                                                        | 15.052                                                        | 2.279.665                                                     | 19                                                            |
| Taiz                                                                     | تعز                                                           | Taiz                                                          | 12.605                                                        | 4.554.443                                                     | 21                                                            |
| Từng thuộc Nam Yemen (Cộng hoà Dân chủ Nhân dân Yemen), cho đến năm 1990 |                                                               |                                                               |                                                               |                                                               |                                                               |
| Aden                                                                     | عدن                                                           | Aden                                                          | 1.114                                                         | 1.087.653                                                     | 1                                                             |
| Abyan                                                                    | أبين                                                          | Zinjibar                                                      | 21.939                                                        | 658.824                                                       | 3                                                             |
| Al Mahrah                                                                | المهرة                                                        | Al Ghaydah                                                    | 122.500                                                       | 400.000                                                       | 8                                                             |
| Hadramaut                                                                | حضرموت                                                        | Mukalla                                                       | 191.737                                                       | 1.329.085                                                     | 12                                                            |
| Socotra                                                                  | محافظة أرخبيل سقطرى                                           | Hadibu                                                        | ...1)                                                         | ...1)                                                         | 22                                                            |
| Lahij                                                                    | لحج                                                           | Lahij                                                         | 15.210                                                        | 926.291                                                       | 15                                                            |
| Shabwah                                                                  | شبوة                                                          | Ataq                                                          | 47.728                                                        | 651.509                                                       | 20                                                            |
| Yemen                                                                    | اليَمَن                                                         | Sana'a                                                        | 528.076                                                       | 30.109.225                                                    | Tổng                                                          |

1) Tỉnh Soqatra được thành lập vào tháng 12 năm 2013 từ tỉnh Hadramaut
Các tỉnh được chia tiếp thành 333 huyện (muderiah), và tiếp tục được phân thành 1.996 phân khu, và tiếp tục phân thành 40.793 làng và 88.817 phân làng (đến năm 2013).